# (73371) 2002 KA13
(73371) 2002 KA13 – planetoida z pasa głównego asteroid okrążająca Słońce w ciągu 5,03 lat w średniej odległości 2,93 j.a. Odkryta 18 maja 2002 roku.